# Oľšinkov
Oľšinkov (Hongaars:Meggyfalu) is een Slowaakse gemeente in de regio Prešov, en maakt deel uit van het district Medzilaborce.
Oľšinkov telt slechts 20 inwoners in 2021.

## Bevolking
Op 1 januari 2021 had Oľšinkov slechts 20 inwoners. Van deze 20 inwoners spraken 16 inwoners het Roetheens als moedertaal - oftewel 80% van de totale bevolking. Hiermee heeft Oľšinkov het grootste percentage Roethenen in Slowakije.
Brestov nad Laborcom · Čabalovce · Čabiny · Čertižné · Habura · Kalinov · Krásny Brod · Medzilaborce · Ňagov · Oľka · Oľšinkov · Palota · Radvaň nad Laborcom · Repejov · Rokytovce · Roškovce · Sukov · Svetlice · Valentovce · Volica · Výrava ·  Zbojné · Zbudská Belá